# Parathalestris clausi
Parathalestris clausi är en kräftdjursart som först beskrevs av Norman 1868.  Parathalestris clausi ingår i släktet Parathalestris och familjen Thalestridae. Arten är reproducerande i Sverige. Inga underarter finns listade i Catalogue of Life.